# Möt mig nu som den jag är
Möt mig nu som den jag är (engelska: Take, o take me as I am) är en brittisk psalm med text och musik skriven 1995 av prästen John L. Bell inom Iona Community. Texten är översatt till svenska 1999 av teologen Victoria Rudebark. Texten bygger på Matteusevangeliet 11:28, Höga visan 8:6, Galaterbrevet 2:20 och Första Johannesbrevet 3:2.

## Publicerad i
- Himlen & jorden sjuder.[1]
- Verbums psalmbokstillägg 2003 som nummer 767 under rubriken "Att leva av tro: Förtröstan - trygghet".[1]
- Ung psalm som nummer 112.[1]
- Hela familjens psalmbok 2013 som nummer 164 under rubriken "Alla vi på jorden".[2]
- Sång i Guds värld Tillägg till Svensk psalmbok för den evangelisk-lutherska kyrkan i Finland 2015 som nummer 917 under rubriken "Stillhet och meditation".
- Psalmer och Sånger 1987 som nummer 842 under rubriken "Att leva av tro - Efterföljd - helgelse".[3]